# Verne duše
Verne duše (tudi vernih duš dan, vseh vernih duš dan, spomin vseh vernih rajnih ) je krščanski praznik, ki se obhaja v katoliški Cerkvi 2. novembra v spomin na zveličane člane Cerkve, ki se še očiščujejo v vicah.

## Zgodovina
Že v stari zavezi sveto pismo hvali molitev za rajne (2 Mkb).
V starokrščanski dobi so imena umrlih bratov zapisali na diptih. V 6. stoletju so se v benediktinskih samostanih spominjali rajnih članov na binkošte. V Španiji je obstajal tak dan že za časa svetega Izidorja († 636). Widukind, corveyski opat okrog 980, poroča, da so opravljali molitve za rajne 1. oktobra. To navado je sprejela in blagoslovila celotna Cerkev.
Sveti Odilon, opat v Clunyju († 1048), je leta 998 ukazal vsem sebi podrejenim samostanom – bilo jih je okrog tisoč –, naj 1. novembra popoldne po vseh cerkvah zvoni mrtvim v spomin, menihi naj molijo večernice za mrtve, drugi dan pa naj za mrtve opravijo slovesen oficij (molitveno bogoslužje), darujejo zanje sveto mašo ter delijo miloščino. Pobožnost se je najprej razširila po benediktinskih in kartuzijanskih samostanih, v naslednjih stoletjih pa se je udomačila povsod po Evropi. Sredi stisk prve svetovne vojne je papež Benedikt XV. leta 1915 dovolil, da vsak duhovnik daruje na ta dan tri svete maše za rajne.

## Vsebina praznika

### Ime praznika
Spominu vernih rajnih – vernim dušam v vicah – je posvečen že popoldan praznika vseh svetih in cel naslednji dan, 2. novembra. V Sloveniji je 1. november državni praznik dan spomina na mrtve, ki pa se precej razlikuje od omenjenih krščanskih praznikov.
Na Slovenskem se je za današnji spominski dan vseh rajnih udomačilo ime verne duše. Uradni naziv je spomin vseh vernih rajnih, in sicer kot prevod iz latinščine: Commemoratio Omnium Fidelium Defunctorum. Uporablja se tudi vseh vernih duš dan oziroma vernih duš dan.

### Občestvo svetnikov
Rimski martirologij pravi:
Danes je slovesni spomin vseh umrlih vernikov. Pravkar se je Cerkev kot skupno nežna čuteča mati potrudila, da bi poveličevala s primernimi slavospevi vse svoje otroke v nebeškem veselju. Zdaj pa bi v svoji materinski skrbi vsem svojim otrokom, ki trpijo v kraju očiščevanja, s svojo mogočno priprošnjo pri Kristusu, svojem Gospodu in Ženinu, rada pomagala, da bi čim prej mogoče bili sprejeti v občestvo nebeščanov. 
Verni ljudje prosijo za svoje pokojne, ki so morda še v kraju očiščevanja in zorenja za nebesa. Temu kraju ali pravzaprav stanju pravimo vice. To stanje nastopi takoj po smrti za tiste duše, ki imajo v sebi božje življenje posvečujoče milosti, pa še niso zadostile za grehe, ki so jih v življenju storile, ali pa jih teži krivda malih grehov. Kako dolgo traja očiščevanje v vicah pri posameznih dušah, tega ne moremo vedeti. Same si te duše ne morejo pomagati; čas zasluženja je bil zanje končan s trenutkom smrti. Pač pa jim moremo pomagati mi, ki spadamo še k »potujoči Cerkvi«. S svojo priprošnjo jim morejo pomagati tudi zveličani v nebesih. Temelj za to je tisto nadnaravno dejstvo, ki ga izraža člen apostolske vere: »Verujem v občestvo svetnikov.«

### Maša, molitev, odpustek
Cerkev je že od prvih časov dalje častila spomin svojih rajnih ter darovala priprošnje v njihovo korist, predvsem evharistično daritev, da bi potem, ko so bili očiščeni, mogli dospeti do blaženega gledanja Boga. Cerkev priporoča tudi miloščino, odpustke in spokorna dela v korist rajnim.
Drugi vatikanski vesoljni cerkveni zbor o občestvu z rajnimi pravi:
V globoki zavesti medsebojne povezanosti celotnega skrivnostnega telesa Jezusa Kristusa je potujoča Cerkev že od prvih časov krščanske vere z veliko pobožnostjo gojila spomin na rajne in je zanje darovala tudi spravno-prosilna dela, »ker je sveta in zveličavna misel moliti za rajne, da bi bili rešeni  grehov (2 Mkb 12,46)«. To častitljivo vero naših prednikov glede življenjske povezanosti z brati, ki so v nebeški slavi ali se še po smrti očiščujejo, ta sveti zbor z veliko spoštljivostjo sprejema in potrjuje odloke drugega nicejskega, florentinskega  in tridentinskega cerkvenega zbora.

Glede odpustkov pa Katekizem katoliške Cerkve uči:
 Odpustek je odpuščanje časne kazni pred Bogom za tiste grehe, katerih krivda je že odpuščena. Prejme ga kristjan, ki je pravilno pripravljen pod določenimi pogoji ob pomoči Cerkve, katera v službi odrešenja z oblastjo razdeljuje in naklanja zaklad zadostitev Kristusa in svetnikov. Odpustek je delen ali popoln v tem smislu, da nas delno ali popolnoma reši časnih kazni, ki jih dolgujemo za grehe. Odpustke moremo naklanjati ali živim ali rajnim.
Spominu vernih rajnih je posvečen že popoldan praznika vseh svetih. 
V prvih osmih dneh novembra pa Cerkev za obisk pokopališča in molitev za rajne naklanja popolni odpustek. Prav tako dobi odpustek v vseh cerkvah in javnih kapelah na dan 1. in 2. novembra, ali prejšnjo ali naslednjo nedeljo, kdor moli vsaj očenaš, zdravamarijo, čast bodi in vero po papeževem namenu in je bil pri spovedi in obhajilu ter ni navezan na noben greh. 
Za dosego popolnega odpustka moramo opraviti delo, ki je obdarovano z odpustkom, in izpolniti tri pogoje: opraviti zakramentalno spoved, prejeti sveto obhajilo in moliti v papežev namen. Zahteva se poleg tega tudi, da nismo navezani na katerikoli, tudi mali greh. Kadar nimamo takega popolnega razpoloženja ali ne izpolnimo zapovedanih treh pogojev, je odpustek samo delen.